# Lég (település)
Lég (szlovákul Lehnice) község Szlovákiában, a Nagyszombati kerület Dunaszerdahelyi járásában.

## Fekvése
Dunaszerdahelytől 12 km-re északnyugatra, a pozsonyi út mellett fekszik.

## Története
A falu nevével írott forrásban először Miklós ispán aludvarbíró 1239. március 6-án kiadott oklevelében találkozunk, melyben Radovan és más pozsonyi várjobbágyok nevezik magukat Légről (de Legu) valónak. Szintén ilyen alakban említi a községet Roland nádor és pozsonyi ispán 1250. december 4-én kiadott ítéletlevele légi (de Leeg) Bulsu-t említi, aki királyi udvarnok volt. A falura vonatkozólag további adatot IV. Béla király 1269-ben keltezett oklevelében találunk, itt viszont már a "villa Leg" alak fordul elő. Igazán figyelemreméltó adatokat első ízben IV. (Kun) László 1287. március 2-i oklevele nyújt számunkra. Ebben a király Légi (Leeg) Buhtus fiát, Lőrincet, és testvéreit: Kozmát, Kázmért és Buhtust, továbbá Rodoanus fiát, Istvánt és Orbán fiát, Vroch-t a királynak nyújtott szolgálataiért kiveszi a pozsonyi ispán joghatósága alól és a királyi szerviensek sorába emeli. Ugyanebben az évben Olgya-i Péter mester és testvére, Farkas, megvették a Salamon nemzetségbeli Jánostól és Istvántól Vata nevű birtokukat, amely határos volt Léggel.
1303. október 28-án Légi Buhta fia, Buhtus, rokonság okán 4 holdnyi földet kapott Szászi Istvántól és Chuntustól, melyből 2 a Humoro folyó és a Gellére vezető út között, 2 a Chistofeu (Csisztófő) felett volt. Ugyancsak adományozás kapcsán van Lég említve a pozsonyi káptalan 1308. május 25-i oklevelében, melyből megtudjuk, hogy határos volt egy bizonyos Simonfölde (Symonfelde) nevű területtel.
Kisléget külön egy 1311. november 11-i oklevél említ először, melyben Kislégi (de Kyusleeg) Buhte fiai: Lőrinc és Buhtus, Orbán fiai: Vrachyus és Pál, Farkas fia János, Mogud fia Péter szerepelnek és Szászi Simon fia Balázzsal (akivel rokonságban állnak) pereskednek egy földrész miatt, mely Légen feküdt. 1324-ben a Salamon nemzetség faluja volt, majd egy részét az Olgyai család szerezte meg. Nagyléget 1328-ban Leeg alakban említi oklevél, ekkor már állt a falu régi temploma. 1396-ban Leeg alias Legendorf, 1398-ban Naglegh, 1476-ban Legnicz néven szerepel.
Kislégen 1517-ben ad birtokot a király a Kisléghy családnak. Nagylégen 1553-ban a Sárkány és Zomor családok rendelkeznek öt, illetve három portával. A 17. század végén a Szüllő család a legnagyobb birtokos a községben. A 19. század elején Benyovszky Lajos grófnak, valamint Petőcz és a Bacsák családnak voltak itt nagyobb birtokai. 1866-ban Kislégen tűzvész pusztított.
Vályi András szerint "Kis, és Nagy Lég. Két magyar falu Posony Várm. földes Ura több Uraságok, lakosaik katolikusok, Kis Lég, Nagy Légnek filiája, fekszenek egy más mellett, Nagy Pkának szomszédságában, szántó fölekből, legelőkből, rétekből veszik jövedelmeiket, tsekélyebb határja van Kis Légnek."
Fényes Elek szerint "Légh (Kis), magyar falu, Poson vmegyében, a pesti országutban, Posontól 4 órányira: 288 kath., 3 ref., 4 zsidó lak. Határa a legtermékenyebbnek tartatik. Egyébiránt rétje kevés; erdeje sincs. F. u. a Kisléghy fam. Ut. posta Somorja."
"Légh (Nagy), magyar falu, Pozson vmegyében, mindjárt Kis-Légh mellett: 578 kath., 6 evang., 14 zsidó lak., kath. paroch. templommal, s a földes-uraságok csinos lakházaival, és kényeivel. Határja ennek is termékeny és tágas, ugy hogy a kis Dunáig kinyulik. Legelője, rétjei bőven lennének, de száraz természetüek, azért kevés de jó szénát adnak; a juhtenyésztés nagy divatban van. Fája igen szüken, s csak a kis Duna mentiben. F. u. Benyovszky Péter kapitány, Peteőcz, Bacsák, s m. t. famil. Lakosai közt számos czigányok találtatnak, kik főképen muzsikálásból élnek."
Trianon előtt valamennyi településrésze Pozsony vármegye Somorjai járásához tartozott. A mai község Nagylég, Kislég és Szász 1940-es egyesítéséből keletkezett, 1960-ban Előpatonyt is hozzá csatolták.

## Népessége
| Év:            | 1994. | 2004.   | 2014.   | 2024.    |
| -------------- | ----- | ------- | ------- | -------- |
| Emberek száma: | 2246  | 2432    | 2576    | 3323     |
| Eltérés:       |       | +8,28 % | +5,92 % | +28,99 % |

| Év:            | 2023. | 2024.   |
| -------------- | ----- | ------- |
| Emberek száma: | 3243  | 3323    |
| Eltérés:       |       | +2,46 % |

1828-ban Nagylég 84 házában 608 lakos élt. Kislégen ugyanekkor 42 házban 307 lakos volt.	
2001-ben 2409 lakosából 1659 magyar és 647 szlovák volt.
2011-ben 2527 lakosából 1365 magyar és 946 szlovák volt.
2021-ben 2965 lakosából 1419 (+44) szlovák (47,86%), 1390 (+59) magyar (46,88%), 16 (+31) cigány, 3 (+2) ruszin, 26 (+6) egyéb és 111 ismeretlen nemzetiségű volt.

## Neves személyek
- Nagylégen született 1824-ben Benyovszky Lajos földbirtokos, ügyvéd.
- Nagylégen született 1874-ben Benyovszky Rudolf jogász, földbirtokos, hegedűművész, zeneszerző, hangszerkészítő, festő.
- Nagylégen született 1895-ben Reichental Ferenc festő.
- Itt született 1949-ben Marta Podhradská szlovák költő, műfordító és politikus.
- Itt hunyt el 1967-ben Schöne Náci, azaz Lamár Ignác pozsonyi cipész és a város utcáinak, kávéházainak egyik jellegzetes, közismert alakja.
- Nagylégen élte gyerekkorát Wimberger Anna (1901-1992) költő, író, kritikus.
- Nagylégen tanított Presinszky Lajos (1939-2010) író-helytörténész, tanár, a Somorjai Honismereti Ház vezetője, a somorjai Bibliotheca Hungarica egyik alapítója.
- Nagylégen nyugszik Bittó Béla (1865-1943) vegyész, szabadalmi bírósági alelnök, műegyetemi rendkívüli tanár.

## Nevezetességei

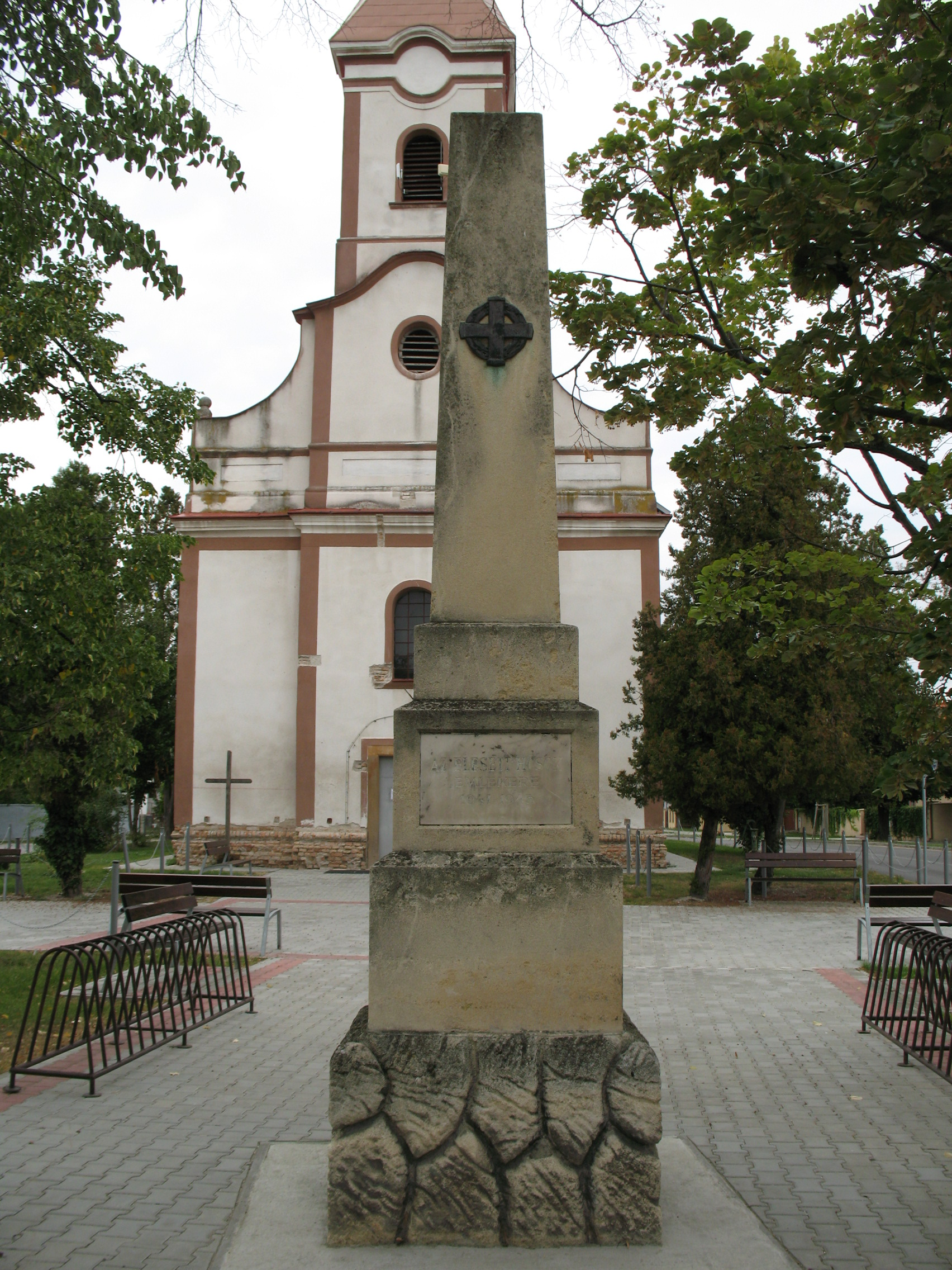
Világháborús emlékmű

- Római katolikus templomát Szelepcsényi György hercegprímás építtette 1679-ben a török időkben elpusztult középkori templom helyett.
- 16. századi reneszánsz kastélyát 1929-ben lebontották, csak egy nyolcszögű épületrész maradt meg mellette. Helyén 1930-ban Benyovszki Rudolf építtetett új kastélyt skót mintára, melyet hatalmas erdőpark övez. 1954-óta tüdőszanatórium működik benne. A tüdőszanatóriumban hunyt el Schöne Náci 1967. október 23-án.
- A község északi részén áll a Benyovszki család neoklasszicista sírboltja.

## Testvértelepülése
- Magyarország, Répcelak
- Magyarország, Lengyeltóti[15]